# Ladislav Móder
Ladislav Móder (2. prosince 1945 Tvrdošovce – 2. prosince 2006 Nové Zámky) byl slovenský fotbalista, útočník, reprezentant Československa.
Jeho bratr Jozef Móder byl rovněž fotbalistou a československým reprezentantem.

## Fotbalová kariéra
Hrál za Tvrdošovce, Nové Zámky a Slovan Bratislava. V československé lize nastoupil ve 244 utkáních a dal 26 gólů. Se Slovanem vyhrál Československý pohár v roce 1968, Pohár vítězů pohárů v roce 1969 a titul mistra Československa v roce 1970. V Poháru mistrů evropských zemí nastoupil ve 4 utkáních, v Poháru vítězů pohárů v 9 utkáních a v Poháru UEFA ve 4 utkáních a dal 2 góly.

## Ligová bilance
| Ročník                                   | Zápasy | Góly | Klub              |
| ---------------------------------------- | ------ | ---- | ----------------- |
| 1. československá fotbalová liga 1966/67 | 6      | 0    | Slovan Bratislava |
| 1. československá fotbalová liga 1967/68 | 13     | 3    | Slovan Bratislava |
| 1. československá fotbalová liga 1968/69 | 24     | 8    | Slovan Bratislava |
| 1. československá fotbalová liga 1969/70 | 30     | 8    | Slovan Bratislava |
| 1. československá fotbalová liga 1970/71 | 28     | 4    | Slovan Bratislava |
| 1. československá fotbalová liga 1971/72 | 23     | 2    | Slovan Bratislava |
| 1. československá fotbalová liga 1972/73 | 27     | 1    | Slovan Bratislava |
| CELKEM                                   | 144    | 26   |                   |